# Beleg van Port Hudson
Het Beleg van Port Hudson vond plaats tussen 21 mei en 9 juli 1863 tijdens de Amerikaanse Burgeroorlog.
Terwijl generaal-majoor Ulysses S. Grant zijn offensief inzette om Vicksburg, Mississippi in te nemen, begon generaal-majoor Nathaniel P. Banks het beleg van Port Hudson, gelegen aan de Mississippi. Op 27 mei 1863 werd de stad bestormd door de Noordelijken. Deze aanval mislukte. Daarna besloot Banks om de stad de belegeren. Deze belegering zou 48 dagen duren. Op 14 juni werd een nieuwe Noordelijke bestorming afgeslagen. Op 9 juli 1863 ontving Port Hudson slecht nieuws. Vicksburg was gevallen. Daarop besloot het garnizoen van Port Hudson om zich over te geven. De Mississippi was nu volledig in Noordelijke handen.

## Achtergrond
Vanaf het begin van de Amerikaanse Burgeroorlog in april 1861 werd de Mississippi als zeer belangrijk gezien. Voor de Zuidelijken was de rivier een belangrijk transportweg. De Noordelijken wilden de rivier controleren om de bevoorradingsweg voor het Zuiden af te snijden. Wanneer de Noordelijken controle zouden krijgen over de rivier zou het zuiden in twee gesplitst worden. Het belangrijkste punt voor de Zuidelijken was de monding van de Red River. Dit was de belangrijkste as in oost-west richting. Zout, vee en paarden werden stroomafwaarts getransporteerd. Soldaten en munitie werden in tegenovergestelde richting vervoerd.
In de lente van 1862 veroverden de Noordelijken New Orleans en Memphis. Na het verlies van deze twee steden versterkten de Zuidelijken Vicksburg, Mississippi en Port Hudson, Louisiana.

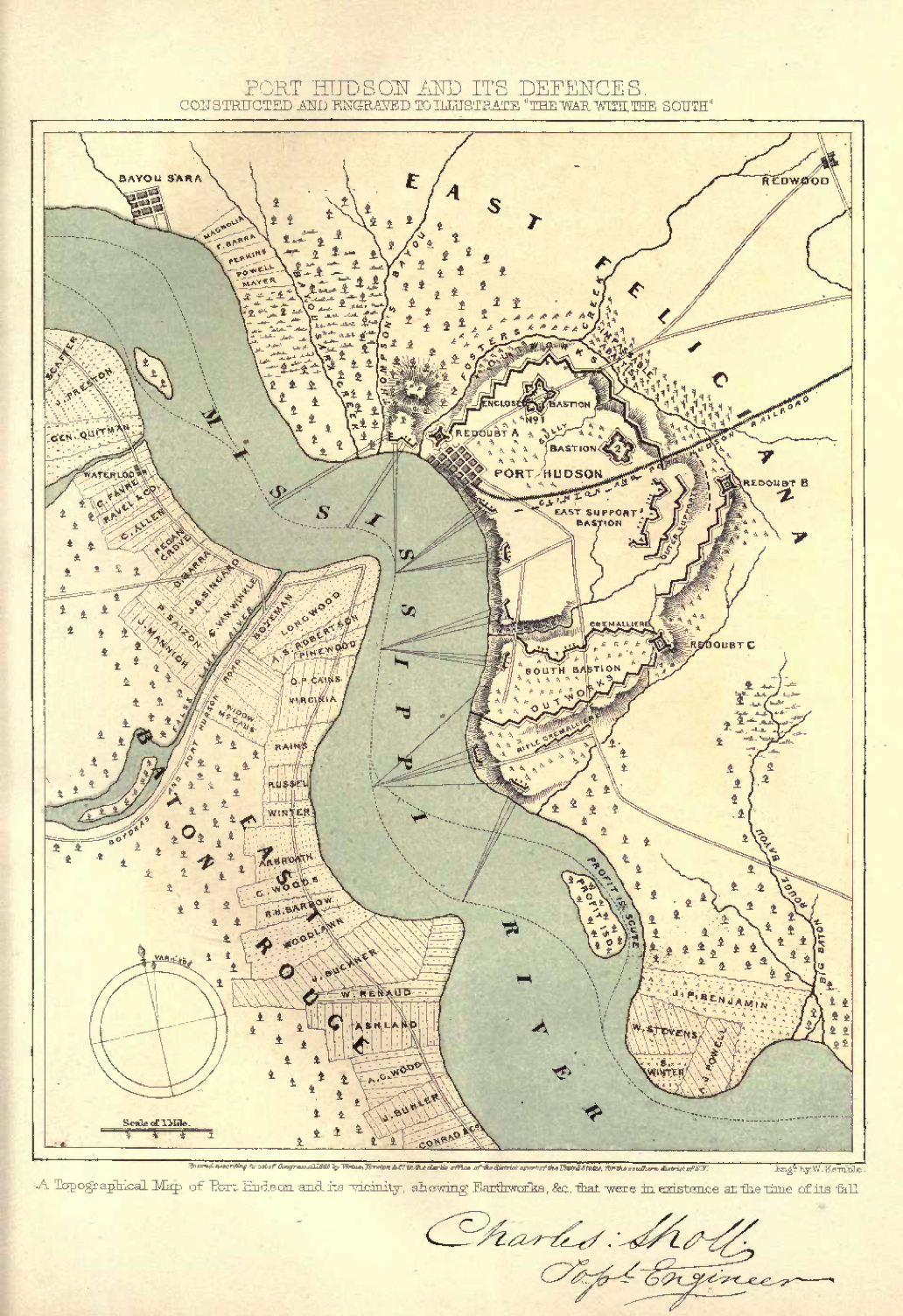
Kaart met de verdedigingswerken van Port Hudson.

In mei 1863 starten de Noordelijken een gecombineerde land- en zeemachtcampagne om de rivier de Mississippi volledig onder controle te krijgen. Generaal-majoor Ulysses S. Grant concentreerde zich op Vicksburg, gelegen aan het noordelijke uiteinde van de rivier die nog in Zuidelijke handen is. Generaal-majoor Nathaniel P. Banks concentreerde zich op Port Hudson gelegen aan het zuidelijke uiteinde van de door de Zuidelijken gecontroleerd stuk van de rivier. Na de Slag bij Plains Store op 23 mei 1863 slaagde Banks erin de stad volledig in te sluiten. Banks hoopte dat de stad vlug zou vallen. Zo kon hij Grant steun verlenen in Vicksburg. Het garnizoen van Port Hudson telde ongeveer 7.500 soldaten onder leiding van generaal-majoor Franklin Gardner. Hij wilde de stad zo lang mogelijk verdedigen. Hiermee wilde Gardner voorkomen dat Banks aansluiting zocht bij Grant en dat dit gedeelte van de rivier zo lang mogelijk in Zuidelijke handen bleef.

## Het beleg en de strijd

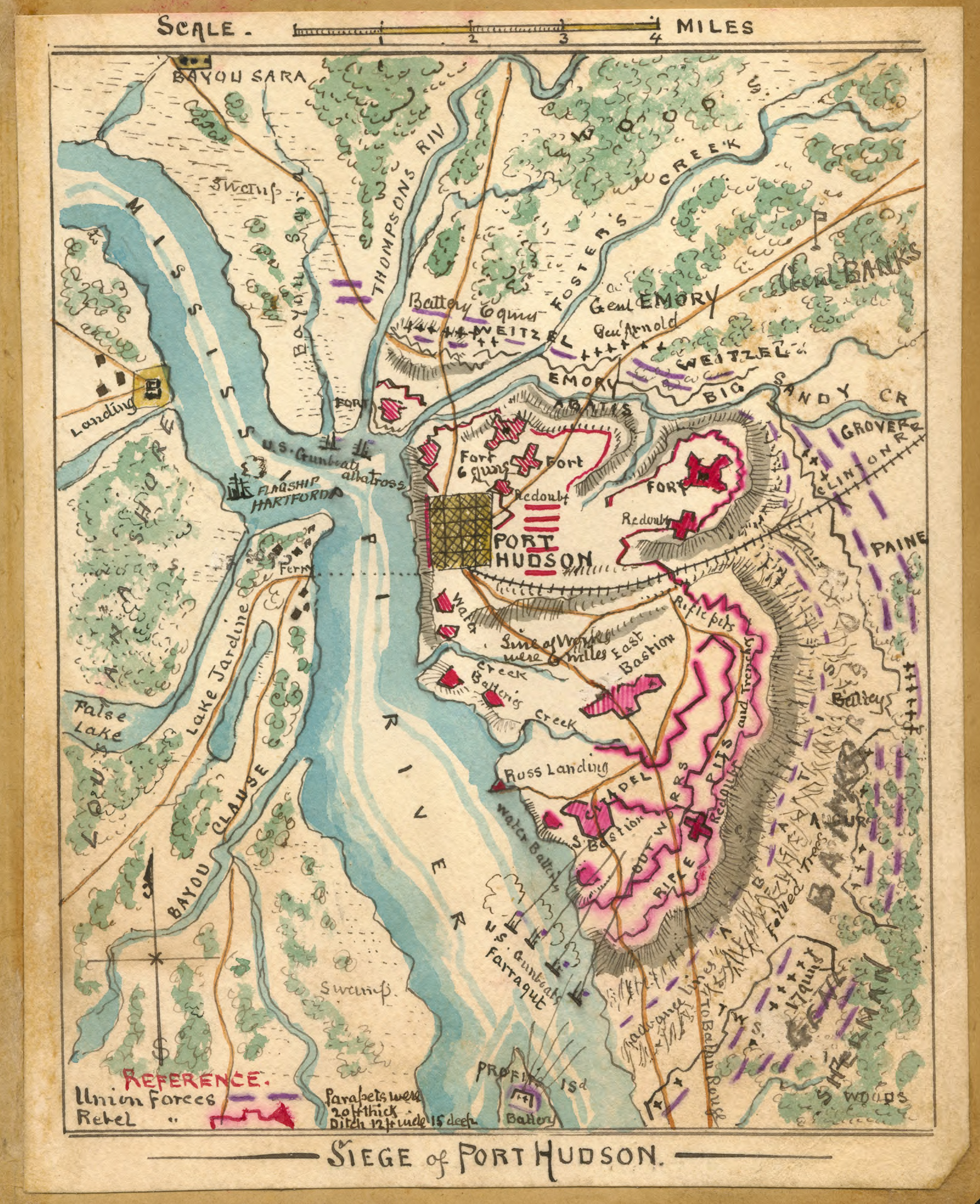
Port Hudson tijdens het beleg met de Noordelijke en Zuidelijke stellingen.

In de ochtend van 27 mei 1863 voerde het Noordelijk leger enkele frontale aanvallen uit op de Zuidelijke versterkingen. De aanvallen waren niet op elkaar afgestemd waardoor de Zuidelijken de geïsoleerde aanvallen gemakkelijk konden afslaan. Hierbij boekten de Noordelijken zware verliezen. De Noordelijke generaals Thomas W. Sherman en Neal Dow werden ernstig verwond. Kolonel Edward P. Chapin sneuvelde.
Op 14 juni voerden Banks’ soldaten een tweede frontale aanval uit. Opnieuw werd de aanval met zware verliezen afgeslagen. Brigadegeneraal Halbert E. Paine verloor hierbij een been.
De Zuidelijken hadden sinds 1862 uitvoerige verdedigingswerken geconstrueerd. Deze stellingen hielpen de Zuidelijken om de Mississippi te controleren. De Noordelijken moesten Port Hudson uitschakelen om de controle over de rivier te krijgen.
De gevechten rond Port Hudson illustreren hoe artillerie het verloop van een beleg kunnen beïnvloeden. De Noordelijken gebruikten een combinatie van artillerie en scherpschutters om de Zuidelijken in hun stellingen te houden zonder dat deze laatste de kans kregen om voedsel of andere voorraden te gaan halen. Ook de Noordelijke marine werd ingezet om de stad met zware artillerie te bestoken. De Zuidelijken probeerden om het vijandelijk vuur zo veel mogelijk te beantwoorden. Naast de uitgebreide Zuidelijke stellingen, bouwden de Noordelijken hun eigen stellingen om zich te beschermen tegen Zuidelijk geweervuur.
De soldaten langs beide zijden moesten zware ontberingen ondergaan. Begin juli waren de Zuidelijken er ernstig aan toe. Zij hadden een tekort aan voedsel en munitie. De gevechten en ziekte hadden het aantal strijdbare soldaten sterk verminderd. Toen generaal-majoor Gardner vernam dat Vicksburg gevallen was, besefte hij dat zijn strijd hopeloos was. Nadat de voorwaarden tot overgave afgesproken waren, legden de Zuidelijken op 9 juli 1863 de wapens neer. Het beleg had 48 dagen geduurd.

## Gevolgen
Door de inname van Port Hudson en de val van Vicksburg kregen de Noordelijken volledige controle over de Mississippi. Arkansas en Texas werden geïsoleerd. De kost aan menselijke levens was zwaar. De Noordelijken hadden 5.000 doden en gewonden en nog eens 5.000 slachtoffers door ziekte of zonneslag. De Zuidelijken telden 750 slachtoffers, waaronder ook enkele honderden gestorven waren door ziekte. 6.500 soldaten werden krijgsgevangen gemaakt.

## Voetnoten
1. 1 2 3 4  Kennedy, pp. 183-84.
2. ↑  NPS. Gearchiveerd op 31 januari 2023.

 Fort Sumter · Santa Rosa Island · Fort Pulaski · Forten Jackson en St. Philip · New Orleans · Secessionville · Simmon's Bluff · Tampa · Baton Rouge · 1ste Donaldsonville · St. John's Bluff · Georgia Landing · 1ste Fort McAllister · Fort Bisland · Irish Bend · Vermillion Bayou · 1ste Charleston Harbor · 1ste Fort Wagner · Grimball's Landing · 2de Fort Wagner · 2de Charleston Harbor · 2de Fort Sumter · Plains Store · Port Hudson · LaFourche Crossing · 2de Donaldsonville · Kock's Plantation · Stirling's Plantation · Fort Brooke · Gainesville · Olustee · Natural Bridge